# 빈 소녀 합창단
빈 소녀 합창단(Wiener Chormädchen)은 10세에서 15세 사이의 소녀들로 이루어진 합창단이다. 오스트리아 빈에서 2004년에 결성된 이 합창단은 비르트 음악 아카데미의 일부이다. 빈 소년 합창단의 예술 감독인 게랄트 비르트는 소녀 합창단의 운영을 돕고 있으며, 이 합창단은 1498년에 설립된 빈 소년 합창단의 부지에 있는 유서 깊은 요제프슈퇴클에서 만난다.
그 합창단은 많은 나라들의 전통적이고 현대적인 곡들뿐만 아니라 오스트리아의 전통 민요들을 공연한다. 소녀 합창단은 중앙 유럽 이외의 지역에서는 정기적으로 순회공연을 하지 않는데, 이 행사는 보통 훨씬 더 유명한 소년 합창단을 위한 것이다. 그러나 2007년 2월, 빈 소녀 합창단은 뉴델리의 어린이 합창단과 공연하기 위해 인도로 갔다. 이것은 세계 평화 합창단 라비 샹카르 음악 공연 예술 연구소 (RIMPA)에서 리허설과 함께 그 회의를 주최한 첫 번째 공연이었다. 그 후 몇 년 동안 세계 평화 합창단은 모든 최고의 합창단을 환영했고 연합된 그룹으로 해외 투어를 할 수 있는 모든 기회를 제공했다.